# Saint-Maurice-en-Quercy
Saint-Maurice-en-Quercy is een gemeente in het Franse departement Lot (regio Occitanie) en telt 222 inwoners (2005). De plaats maakt deel uit van het arrondissement Figeac.

## Geografie
De oppervlakte van Saint-Maurice-en-Quercy bedraagt 13,1 km², de bevolkingsdichtheid is 16,9 inwoners per km².
De onderstaande kaart toont de ligging van Saint-Maurice-en-Quercy met de belangrijkste infrastructuur en aangrenzende gemeenten.

## Demografie
Onderstaande figuur toont het verloop van het inwonertal (bron: INSEE-tellingen).